# Kerkhof (kerk)

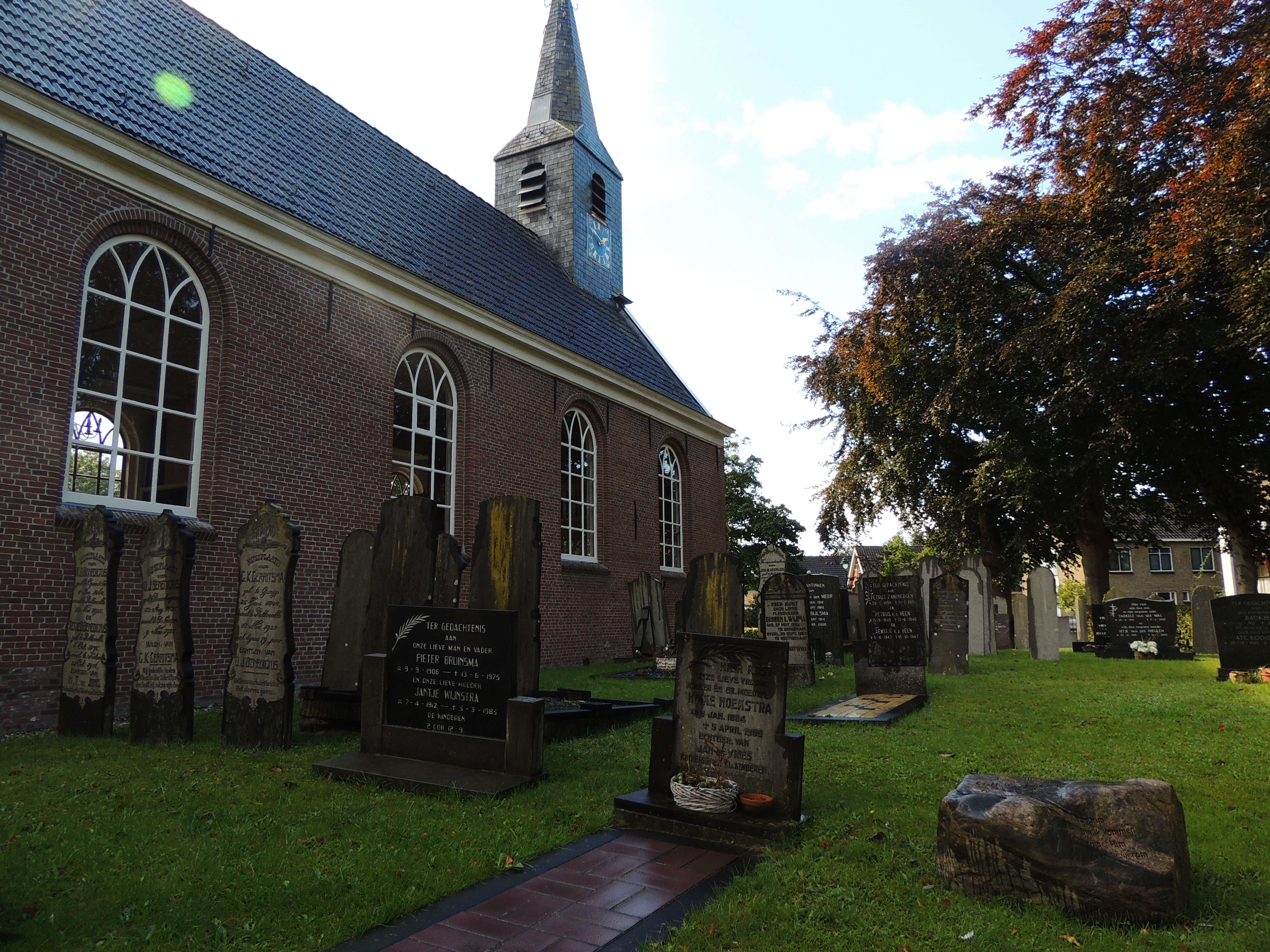
Het kerkhof rond een kerk

Een kerkhof is vanuit een historisch perspectief de benaming voor de ruimte rondom een christelijke kerk. Het gebied is veelal doorheen de eeuwen gebruikt als geconsecreerde begraafplaats. De gewijde grond kon gehuurd of gekocht worden om lichamen van gelovigen die een kerkelijke begrafenis kregen te bergen. Het was goedkoper dan begraven in het kerkgebouw, maar wel vlak bij de gewijde plaats waarvan werd aangenomen dat deze aan de overledene bescherming zou bieden.
De benaming kerkhof wordt ook wel gebruikt als synoniem voor begraafplaats, zelfs wanneer deze niet in de omgeving van een kerkgebouw is aangelegd.

## Ruimer gebruik

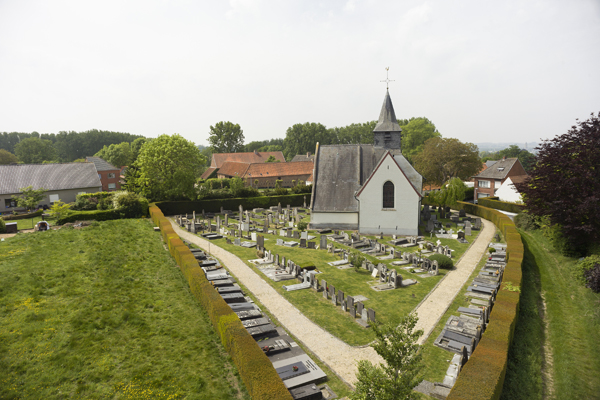
Kerkhof in Volkegem

Het gebied was soms meer dan alleen een begraafplaats. Zo stond op het kerkhof van het Achterhoekse Neede een graanspieker van een nabijgelegen boerderij, en bevonden zich er tientallen woningen voor oudere, behoeftige inwoners van het dorp. De familienaam Van de Kerkhof, die in Noord-Brabant en België voorkomt, verwijst eveneens naar de aanwezigheid van woningen op een kerkhof waar families met deze naam vandaan kwamen. Het betreft onder meer Bakel en Nederwetten.
Op kerkhoven in Oost-Nederland vonden soms jaarlijkse vergaderingen van markegenoten plaats, zoals die van de Gooiermarke op het kerkhof van de Sint-Nicolaas- of Bergkerk te Deventer.